# 가스 피스톤 방식

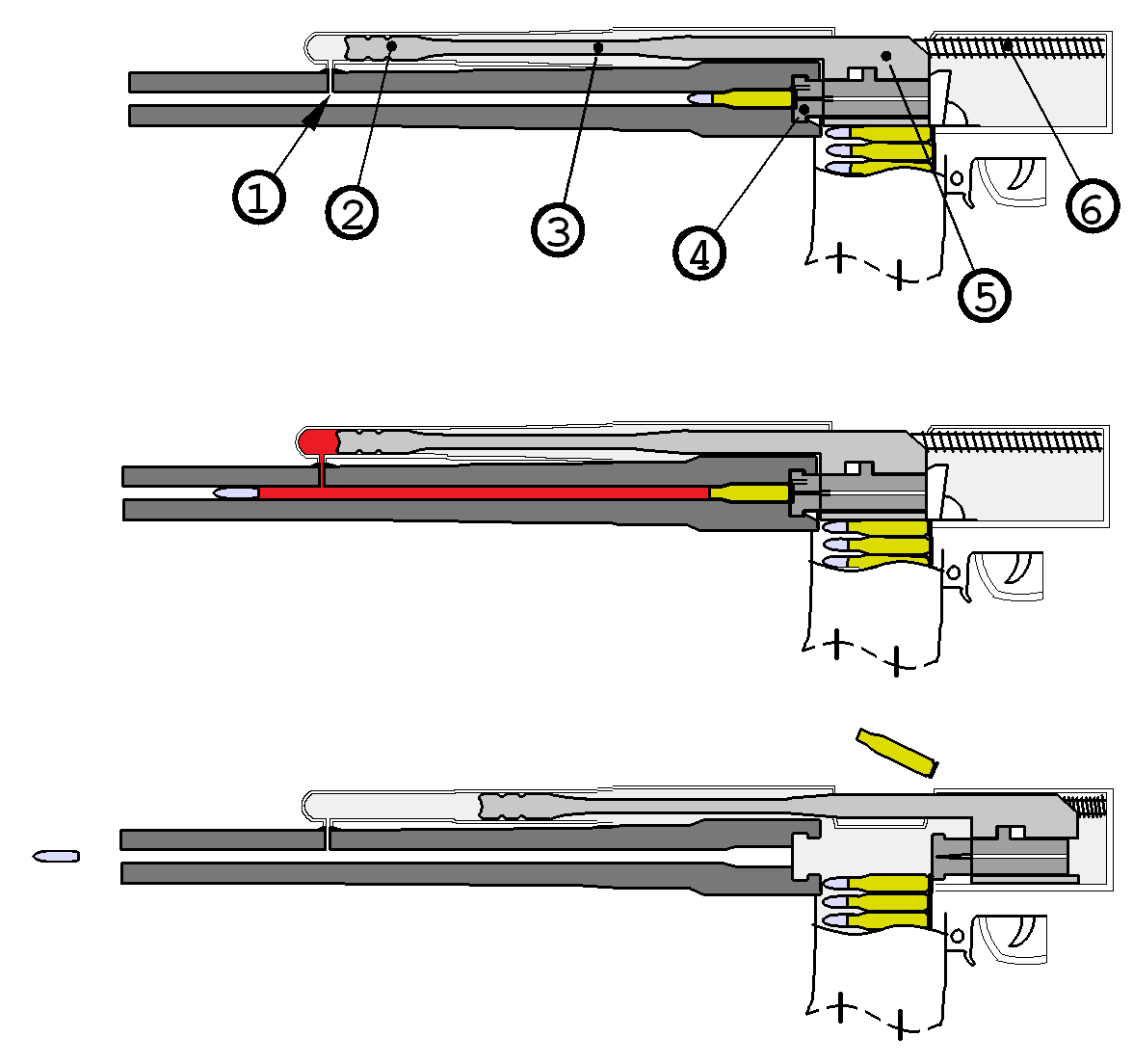
가스 피스톤 방식.
1) 가스 포트, 2) 피스톤 머리, 3) 연결봉, 4) 노리쇠, 5) 노리쇠 뭉치, 6) 용수철

가스 피스톤 방식(gas piston system)은 가스 작동식의 일종으로, 자동화기에서 가스압을 받은 피스톤의 운동을 이용해 반자동 혹은 완전자동사격이 가능하도록 하는 방법이다.
격발 후 탄알이 가스 포트를 지나면, 피스톤이 가스의 힘을 노리쇠 뭉치로 전달하여 노리쇠 뭉치를 후퇴시키고, 이에 따라 노리쇠 결합 해제, 노리쇠 후퇴, 탄피 배출 및 재장전이 이루어진다.

## 롱 스트로크
노리쇠 뭉치가 피스톤과 연결되어 있는 경우, 롱 스트로크 가스 피스톤 방식
(long-stroke gas piston system)이라고 한다.AK-47, K2 소총 등이 롱 스트로크 가스 피스톤 방식을 사용한다. 그림의 예가 롱 스트로크 가스 피스톤 방식이다.
롱 스트로크 방식의 경우 길고 무거운 피스톤 및 연결봉이 앞뒤로 많은 거리를 움직이므로, 무게 중심 이동이 크고 반동이 강하다는 단점이 있다. 이 때문에 사격간의 조준선 유지가 쉽지 않다.
그러나 구조가 간단해 정비가 쉽고, 단가가 싸며 고장이 적어진다는 장점이 있다.

## 쇼트 스트로크
노리쇠 뭉치와 피스톤이 연결되어 있지 않은 경우, 쇼트 스트로크 가스 피스톤 방식(short-stroke gas piston system)이라고 부른다. M1 카빈, FN FAL, AR-18, HK G36, HK416등이 이 방식을 사용한다.
쇼트 스트로크 방식의 경우 피스톤은 불과 몇 밀리미터만 움직이도록 할 수 있고, 피스톤 연결봉이 노리쇠 뭉치를 밀어줌으로써 에너지를 전달한다. 피스톤 연결봉과 노리쇠 뭉치의 무게가 가볍기 때문에 동작시 무게 중심의 이동과 이에 따른 반동이 롱 스트로크 방식에 비해 덜하다. 따라서 사격간에 조준선을 유지하는 데 더 유리하다.

## 두 방식의 분류에 대한 다른 의견
Jane's Infantry Weapons and Small Arms of the World, Brassey's Encyclopedia of Land Forces and Warfare를 포함하여 많은 문헌에서는 위에서 서술한 바와 같이 노리쇠 뭉치가 피스톤과 연결되어 있는 경우를 롱 스트로크 방식으로 분류한다. 이는 노리쇠 뭉치가 피스톤과 연결되어 있는 경우, 피스톤이 이동하는 거리가 길기 때문이다.
하지만, 일부(en:Gas-Operated)에서는 스트로크(stroke)는 피스톤이 이동하는 전체 거리가 아닌, 실질적으로 가스압을 받으며 이동하는 거리를 말한다고 주장한다.
이에 따라 롱 스트로크 방식은 총구에 가까운 부분의 비교적 저압의 가스로 동작하는 방식이고, 쇼트 스트로크 방식은 총열 중간 부분의 고압의 가스로 동작하는 방식이라고 주장한다.
이 주장에 따르면 롱 스트로크 방식의 현대적 소총은 M1 개런드 정도밖에 없으며, 위에서 롱 스트로크 방식으로 분류한 AK-47, AK-74, K2 소총 등 대부분의 가스 피스톤 방식 자동소총들은 모두 쇼트 스트로크 방식으로 분류되어야 한다.

## 참고 서적
- 홍희범 알기쉬운 총 이야기
- Margiotta. Brassey's Encyclopedia of Land Forces and Warfare
- Julian S Hatcher. Hatcher's Notebook
- Steve Crawford. Twenty First Century Small Arms: The World's Great Infantry Weapons

## 같이 보기
- 화기 작동 방식
- 가스 작동식
- 회전 노리쇠 방식